# ائوزبیو دی فرانچسکو
ائوزبیو دی فرانچسکو (ایتالیایی: Eusebio Di Francesco؛ زادهٔ ۸ سپتامبر ۱۹۶۹) بازیکن سابق و سرمربی کنونی فوتبال اهل ایتالیا است که هدایت باشگاه باشگاه فوتبال ونتزیا را برعهده دارد.

## تیم ملی
وی از ۱۹۹۷ میلادی عضو تیم ملی فوتبال ایتالیا بوده و در ۱۲ بازی ملی حضور داشته‌است. او در بازی‌های ملی‌اش ۱ گل به ثمر رساند.

## افتخارات

### بازیکن
رم
سری آ: ۰۱–۲۰۰۰

### مربی
ساسوئولو
سری بی: ۱۳–۲۰۱۲